# Bandai Namco Arts
A Bandai Namco Arts Inc. (株式会社バンダイナムコアーツ, Kabushiki gaisha Bandai Namuko Artsu) é uma empresa japonesa de animação, música e distribuição sediada em Tóquio. Ela foi formada em abril de 2018, depois da Bandai Namco Holdings ter fundido suas subsidiárias Bandai Visual e Lantis. A empresa é responsável pelas mesmas áreas de suas predecessoras: produção e distribuição de animações e músicas.